# ویلا جوویس
ویلا جوویس -به معنای ویلای ژوپیتر- کاخی رومی در جزیرهٔ کاپری، در جنوب ایتالیا است که به دستور امپراتور تیبریوس ساخته شد و در ۲۷ میلادی به پایان رسید. تیبریوس از آن زمان تا هنگام مرگش در ۳۷ میلادی، عمدتاً از همین مکان فرمانروایی می‌کرد.
ویلا جوویس بزرگ‌ترینِ دوازده ویلایی است که تاسیتوس از آن‌ها به عنوان ویلاهای تیبریوسی در کاپری یاد کرده است. این مجموعهٔ وسیع، که در چندین تراس ساخته شده و دارای اختلاف ارتفاعی در حدود ۴۰ متر (۱۳۰ فوت) است، حدود ۷٬۰۰۰ متر مربع (۷۵٬۰۰۰ فوت مربع) را پوشش می‌دهد. هرچند آنچه امروز از هشت طبقهٔ دیوارها و پلکان‌ها باقی مانده تنها نمایی کلی از شکوه گذشتهٔ این بنا را ارائه می‌دهد، بازسازی‌های اخیر نشان داده‌اند که این ویلا نمونه‌ای برجسته از معماری روم در قرن اول میلادی بوده است.

## موقعیت و توصیف کاخ
ویلا جوویس در شمال‌شرقی‌ترین نقطهٔ جزیره، بر فراز کوه تیبریوس (به ایتالیایی: Monte Tiberio) واقع شده است؛ ارتفاع آن ۳۳۴ متر از سطح دریاست و پس از کوه سولارو در آناکاپری با ۵۸۹ متر ارتفاع، دومین قلهٔ بلند کاپری به‌شمار می‌رود.
بخش شمالی ساختمان شامل اقامتگاه‌های مسکونی بوده، در حالی که بخش جنوبی کاربری اداری داشته است. بال شرقی برای پذیرایی‌ها طراحی شده بود و بال غربی نیز دارای تالاری با دیوارهای باز بود که چشم‌اندازی زیبا به سوی آناکاپری ارائه می‌داد.
با توجه به دشواری تأمین آب در این موقعیت جغرافیایی، مهندسان رومی سامانه‌ای پیچیده برای جمع‌آوری آب باران از سقف‌ها ایجاد کردند و یک آب‌انبار بزرگ ساختند تا آب شیرین مورد نیاز کاخ تأمین شود.
در بخش جنوبی ساختمان اصلی، بقایای یک برج دیدبانی دیده می‌شود که برای تبادل سریع پیام‌ها با سرزمین اصلی از طریق سیگنال‌های آتش یا دود مورد استفاده قرار می‌گرفت.
دسترسی به این مجموعه تنها از طریق پیاده‌روی ممکن است و مسیر آن شامل یک پیاده‌روی سربالایی به طول تقریبی دو کیلومتر از مرکز شهر کاپری است.

## تیبریوس و زندگی او در کاپری
گمان می‌رود که دلایل اصلی تیبریوس برای ترک رم و اقامت در کاپری، بی‌اعتمادی او به بازی‌های سیاسی در رم و ترس همیشگی از ترور بوده است. این ویلا در نقطه‌ای بسیار دورافتاده از جزیره ساخته شده و اتاق‌های امپراتور در بخش‌های شمالی و شرقی بنا در مکانی صعب‌الوصول و به‌شدت محافظت‌شده قرار داشتند.
ویلا جوویس همچنین، دست‌کم به گفتهٔ سوئتونیوس در کتاب در باب زندگی قیصرها، مکانی بوده است که تیبریوس در آن به عیاشی‌های افراطی می‌پرداخته است. گرچه بسیاری از تاریخ‌نگاران معاصر این روایت‌ها را اغراق‌آمیز می‌دانند، اما داستان‌های سوئتونیوس دست‌کم نمایانگر دیدگاه مردم رم نسبت به تیبریوس در آن زمان هستند.

## نگارخانه

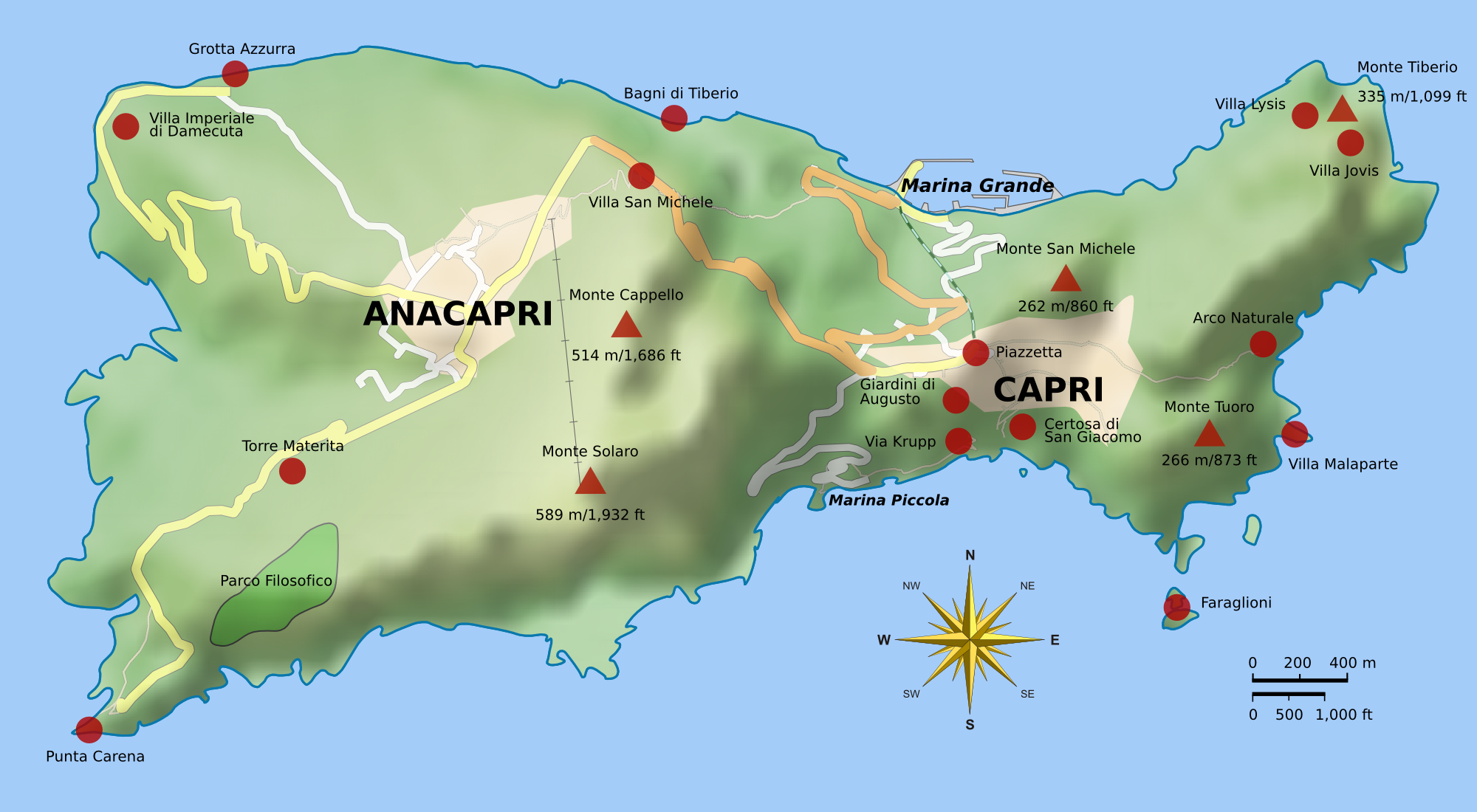
نقشه کاپری با ویلا جوویس در گوشه شمال شرقی جزیره
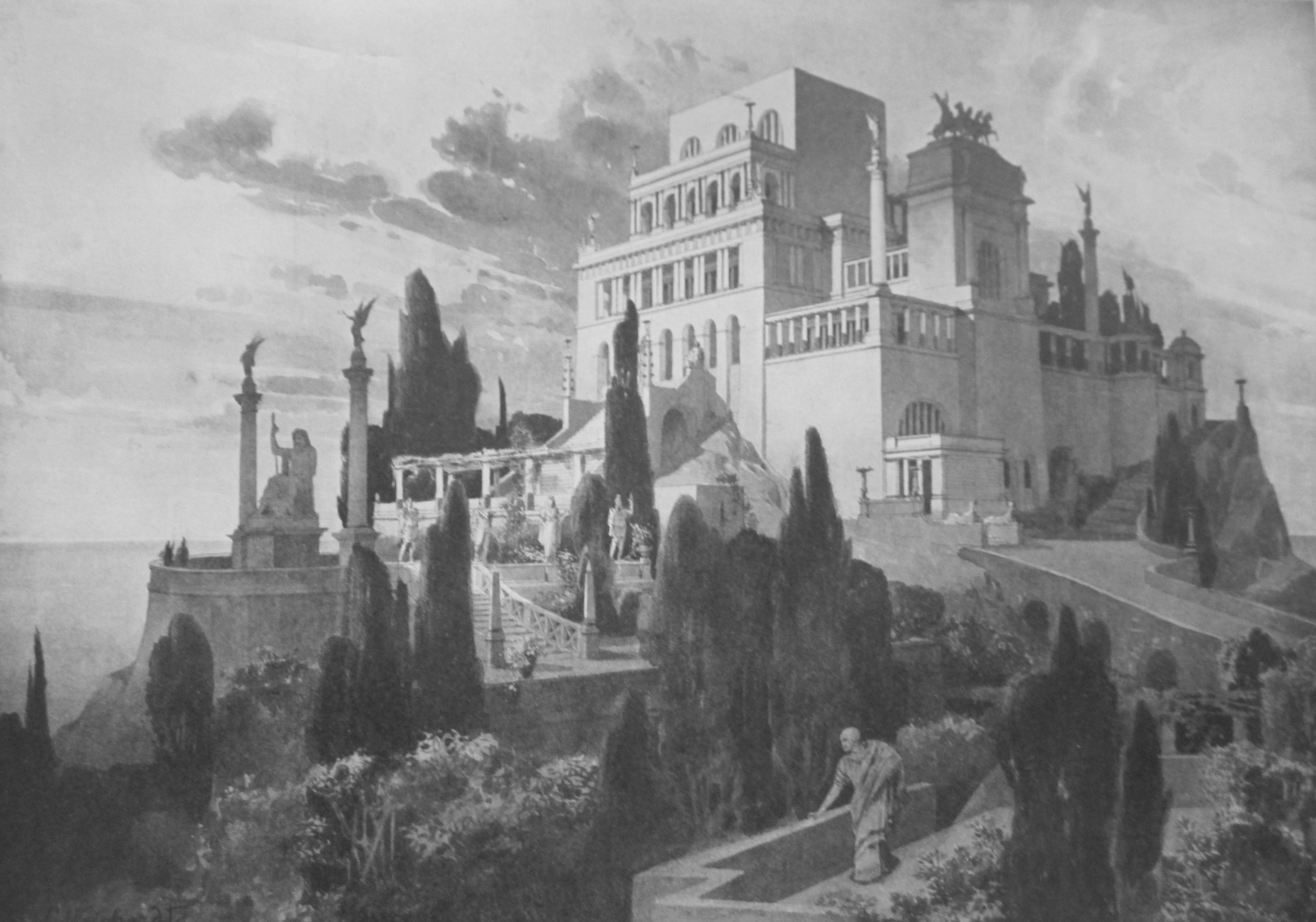
بازسازی توسط ویچارت (۱۹۰۰)، نمایی از جنوب غربی
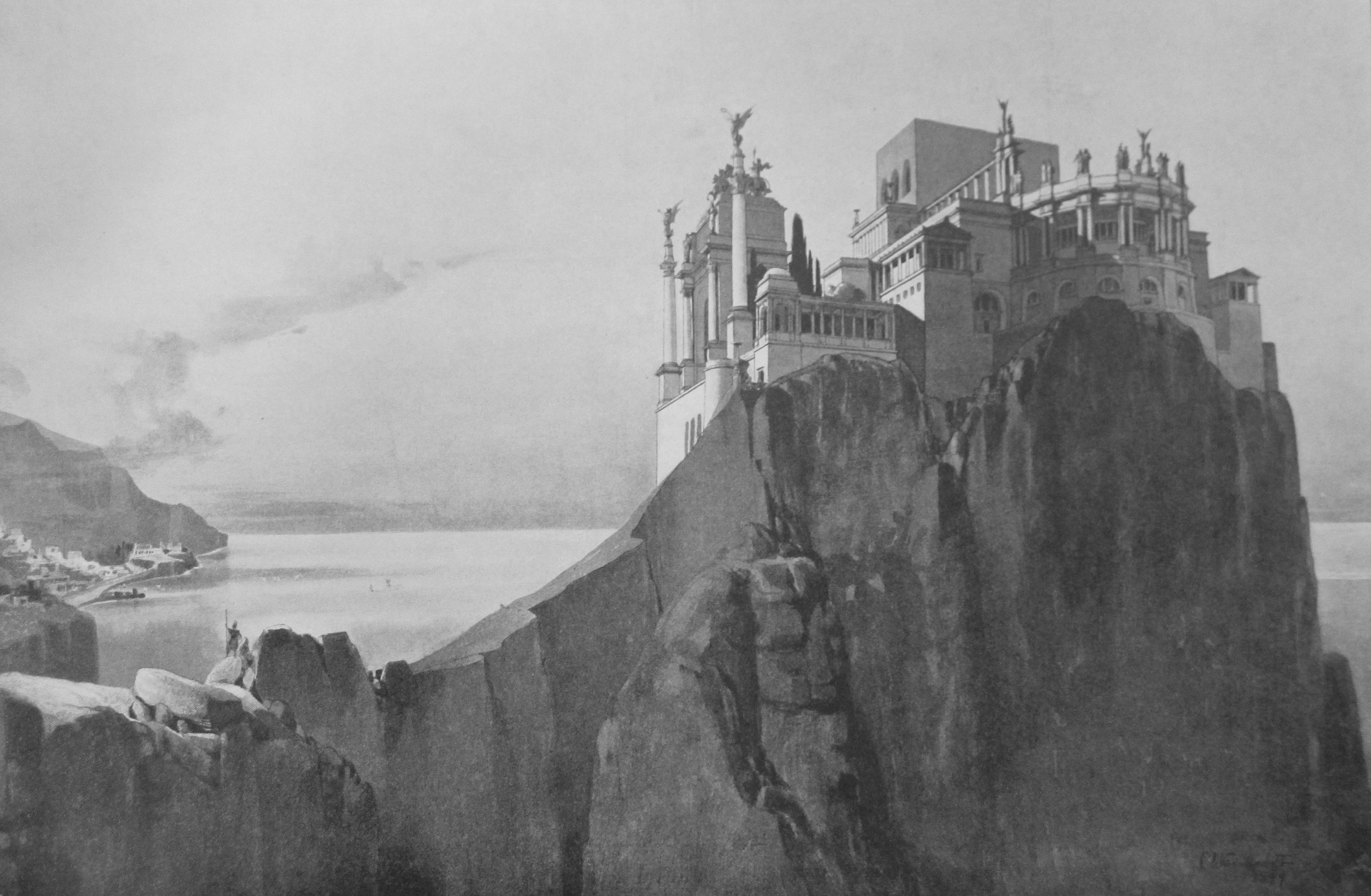
بازسازی توسط ویچارت (۱۹۰۰)، نمایی از شرق
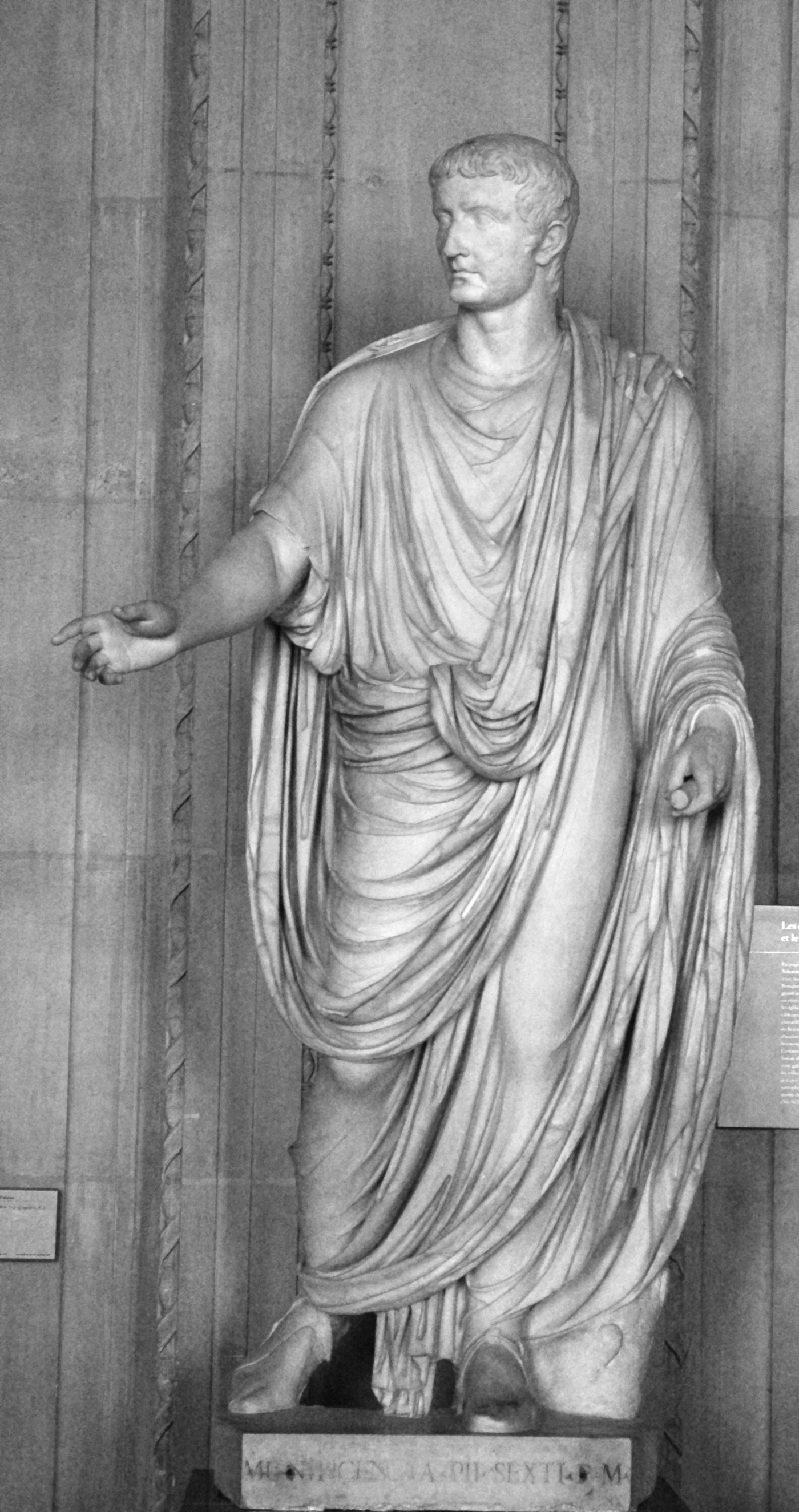
مجسمه مرمری تیبریوس که در کاپری پیدا شد

## یادکردها
1. ↑  "Archäologisches Institut Heidelberg - Villa Jovis". Heidelberg University. 2003. Retrieved July 6, 2012.
2. ↑  "Archäologisches Institut Heidelberg - Villa Jovis". Heidelberg University. 2003. Retrieved July 6, 2012.
3. ↑  Krause (2003), p. 28
4. ↑  Krause (2003), p. 82–83
5. ↑  Krause (2003), p. 83
6. ↑  Krause (2003), p. 83
7. ↑  Krause (2003), p. 84
8. ↑  Suetonius, The Lives of Twelve Caesars, Life of Tiberius 43, 44, 45
9. ↑  Wallace-Hadrill, Andrew (1984) Suetonius: The Scholar and His Caesars, Yale University Press, شابک ‎۰−۳۰۰−۰۳۰۰۰−۲